# Alessandro Baricco
Alessandro Baricco (prononcé : [a.les.ˈsan.dro ba.ˈrik.ko]), né le 28 janvier 1958 à Turin, est un écrivain, musicologue, présentateur de télévision et homme de théâtre italien contemporain.
Baricco est l'auteur de quatorze romans et d'une pièce de théâtre, mais aussi de nombreux essais (littérature, musique, société, philosophie, etc.), recueillis en une douzaine de volumes. La plupart sont traduits en de nombreuses langues (français, anglais, allemand, espagnol, russe, chinois, etc.).
Il a remporté de nombreux prix, dont le prix Campiello 1991 (finaliste), le prix Viareggio 1993, le prix Médicis étranger 1995 et le Prix Européen de l'Essai 2020.

## Biographie
Après des études de philosophie et de musique, Alessandro Baricco s'oriente vers le monde des médias en devenant tout d'abord rédacteur dans une agence de publicité, puis journaliste et critique pour des magazines italiens. Il a également présenté des émissions à la télévision italienne (RAI) sur l'art lyrique et la littérature. Il est un des collaborateurs du journal La Repubblica.
En 1991, il publie, à 33 ans, son premier roman Châteaux de la colère (trad. 1995), pour lequel il obtient, en France, le prix Médicis étranger en 1995. Il a pareillement écrit un ouvrage sur l'art de la fugue chez Gioachino Rossini et un essai, L'Âme de Hegel et les Vaches du Wisconsin (1992, trad. 1998) où il fustige l'anti-modernité de la musique atonale.
En 1994, avec quelques amis, il fonde et il dirige à Turin une école de narration, la Scuola Holden - ainsi nommée en hommage à un personnage de J. D. Salinger - une école sur les techniques de la narration, où l'on peut « apprendre à écrire » dans un premier temps ; à « écrire comme lui » dans un second temps.
Passionné et diplômé en musique, Alessandro Baricco invente un style qui mélange la littérature, la déconstruction narrative et une présence musicale qui rythme le texte comme une partition. Sa traductrice en français, Françoise Brun, écrit, à propos de son style : « Mais ce qui n'appartient qu'à lui, c'est l'étonnant mariage entre la jubilation de l'écriture, la joie d'être au monde et de le chanter, et le sentiment prégnant d'une fatalité, d'un destin. »
Désireux de mêler ses textes à la musique pour les enrichir (puisqu'il les construit dans cet esprit), il demande au groupe musical français Air de composer une musique pour son roman City (1999, trad. 2000). Il s'ensuit un concert durant lequel Air joue la musique en direct et Baricco lit ses textes en public. Un livre-disque est ensuite édité en 2003 sous le titre City Reading (Tre Storie Western).
Durant 2006, il a publié en feuilleton sur le site du journal La Repubblica un essai sur la mutation, Les Barbares (trad. 2014).
En 2008, il écrit et réalise son premier film qui sort le 17 octobre, intitulé Lezione 21.
En février 2014, Alessandro Baricco révèle, dans un appel téléphonique au quotidien La Repubblica, qu'il aurait décliné une proposition que lui aurait faite Matteo Renzi de devenir ministre de la Culture dans un possible gouvernement succédant à celui dirigé par Enrico Letta, démissionnaire le 14 février,,, indiquant notamment qu'il serait « absolument convaincu de ne pas avoir le talent pour le faire ».
Baricco qui vit à Turin avec sa femme la pianiste Gloria Campaner  annonce le 22 janvier 2022 via les réseaux sociaux et la presse qu'il souffre d'une forme grave de leucémie.

## Œuvres

### Livres traduits en français
Romans
- 1995. Châteaux de la colère (Castelli di rabbia, 1991), son premier roman, trad. de l'italien par Françoise Brun, 352 pages, Albin Michel  (ISBN 2-226-07879-7) (Rééd. poche, Gallimard, coll. « Folio » no 3848, 2003  (ISBN 2-07-041959-2)) Finaliste du prix Campiello 1991, prix Médicis étranger 1995
- 1997. Soie (Seta, 1996), son troisième roman, trad. de l'italien par Françoise Brun, 144 pages, Corps 16 (Rééd. poche, Gallimard, coll. « Folio »no 3570, 2001  (ISBN 2-07-041965-7)) (Rééd. illustrée par Rébecca Dautremer, éd. Tishina, 2012) Prix des libraires du Québec- Prix Relay 1997[8]. Adapté en film sous le titre Soie (2007, réal. François Girard)
- 1998. Océan mer (Oceano mare, 1993), son deuxième roman, trad. de l'italien par Françoise Brun, 288 pages, Albin Michel (Rééd. poche, Gallimard, coll. « Folio »no 3710, 2002  (ISBN 2-07-041958-4)) Prix Viareggio 1993
- 2000. City (City, 1999), son quatrième roman, trad. de l'italien par Françoise Brun, 368 p., Albin Michel,  (ISBN 978-2-22611-530-0) (Rééd. poche, Gallimard, coll. « Folio » no 3571, 2001  (ISBN 2-07-041957-6))
- 2003. Sans sang (Senza sangue, 2002), son cinquième roman, trad. de l'italien par Françoise Brun, 128 pages, Albin Michel, 2003, 116 pages  (ISBN 978-2-226-13610-7) (Rééd. poche, Gallimard, coll. « Folio » no 4111, 2004  (ISBN 2-07-030491-4))
- 2006. Homère, Iliade (Omero, Iliade, 2004), son sixième roman et une réécriture de la traduction de l'Iliade par Maria Grazia Ciani, trad. de l'italien par Françoise Brun, Albin Michel  (ISBN 2-226-16980-6) (Rééd. poche, Gallimard, coll. « Folio » no 4595, 2007  (ISBN 978-2-07-034133-7))
- 2007. Cette histoire-là (Questa storia, 2005), son septième roman, trad. de l'italien par Françoise Brun, 318 pages, Gallimard, 2007  (ISBN 978-2-07-078150-8) (Rééd. poche, Gallimard, coll. « Folio » no 4922, 2009  (ISBN 978-2-07-038980-3))
- 2012. Emmaüs (Emmaus, 2009), son huitième roman, trad. de l'italien par Lise Caillat, 144 pages, Gallimard, 2012  (ISBN 978-2-07-013170-9) (Rééd. poche, Gallimard, coll. « Folio » no 5739, 2014  (ISBN 978-2-07-045450-1))
- 2014. Mr Gwyn (Mr Gwyn, 2011), son dixième roman, trad. de l'italien par Lise Caillat, Gallimard, 2014  (ISBN 978-2-07-014236-1) (Rééd. poche, Gallimard, coll. « Folio » no 5960, 2015  (ISBN 978-2-07-045451-8))
- 2015. Trois fois dès l’aube (Tre volte all'alba, 2012), son onzième roman, trad. de l'italien par Lise Caillat, Gallimard, 2015  (ISBN 978-2-07-014237-8) (Rééd. poche, Gallimard, coll. « Folio » no 6114, 2016  (ISBN 978-2-07-045452-5)) Adapté en bande dessinée sous le titre 3 fois dès l'aube (2018, scénario Denis Lapière, dessin et couleurs Aude Samama, éditions Futuropolis)
- 2016. La Jeune Épouse (La Sposa giovane, 2015), son treizième roman, trad. de l'italien par Vincent Raynaud, Gallimard, 2016  (ISBN 978-2-07-017891-9)
- 2021, Don Juan (La Storia di Don Giovanni, 2010), roman trad. de l'italien par Olivier Bosseau, H&O éditions (collection  La Compagnie des Géants), H&O éditions, 2021  (ISBN 9782845473607)

Théâtre
- 1997. Novecento : Pianiste (Novecento : un monologo, 1994), monologue pour le théâtre, trad. de l'italien et postfacé par Françoise Brun, Mille & Une Nuits (Rééd. broché, Mille & Une Nuits, augmentée d'un entretien avec Jean-Baptiste Harang, 1999,  (ISBN 2-84205-387-7)) (Rééd. poche, Gallimard, coll. « Folio » no 3634, 2002  (ISBN 2-07-041987-8) ; Gallimard, Folio Bilingue no 141, traduit, préfacé et annoté par Françoise Brun, 192 pages + 8 p. hors texte, 2006  (ISBN 2-07-032766-3))

- 2018. Smith & Wesson, trad. de l'italien par Lise Caillat ; Gallimard, Collection Du monde entier, 160 pages.  (ISBN 9782070179039)

Essai
- 1998. L'Âme de Hegel et les Vaches du Wisconsin (L'anima di Hegel e le mucche del Wisconsin, 1992), essai, trad. de l'italien par Françoise Brun, 144 pages, Albin Michel (Rééd. poche, Gallimard, coll. « Folio » no 4013, 2004  (ISBN 2-07-042945-8))
- 1999. Constellations : Mozart, Rossini, Benjamin, Adorno (pas d'ouvrage équivalent en V.O., 1981-1999), regroupe un entretien et trois essais (Dialogo con Anne Dufourmantelle, 1999 ; Morire dal ridere. Saggio sul carattere trascendentale del teatro comico rossiniano, 1987 ; Della forma filosofica. A partire da alcune pagine di Walter Benjamin, 1983 ; Scrittura, memoria, interpretazione. Note sulla teoria estetica di Th. W. Adorno, 1981), trad. de l'italien par Frank La Brasca, 192 pages, Calmann-Lévy (Rééd. poche, Gallimard, coll. « Folio » no 3660, 2002  (ISBN 2-07-041927-4))
- 2002. Next. Petit livre sur la globalisation et sur le monde qui vient (Next. Piccolo libro sulla globalizzazione e il mondo che verrà, 2002), essai, trad. de l'italien par Françoise Brun, Albin Michel  (ISBN 2-226-13315-1)
- 2014. Les Barbares. Essai sur la mutation (I barbari. Saggio sulla mutazione, 2006), essai (d'abord publié sur le site de La Repubblica durant 2006), trad. de l'italien par Françoise Brun et Vincent Raynaud, Gallimard  (ISBN 978-2-07-013169-3)
- 2015. Une certaine vision du monde. Cinquante livres que j'ai lus et aimés (2002-2012) (Una certa idea di mondo, 2012), trad. de l'italien par Vincent Raynaud, Gallimard  (ISBN 9782070148233)
- 2019. The Game (The Game, 2018), trad. de l'italien par Vincent Raynaud, Gallimard  (ISBN 978-2072846465)
- 2025. Abel

### Livres en italien
Ces ouvrages ne sont pas traduits en français et s'ajoutent à ceux de la section précédente.
- 1988 : Il genio in fuga. Sul teatro musicale di Rossini, deux essais sur Gioachino Rossini (dont un seul traduit dans Constellations).
- 1993 : L'amore è un dardo, textes pour la télévision.
- 1994 : Pickwick, del leggere e dello scrivere, textes pour la télévision.
- 1995 : Totem. Letture, suoni, lezioni, textes pour la télévision.